# Stadion OSiR-u w Sokółce
Stadion OSiR-u – wielofunkcyjny stadion w Sokółce, w Polsce. Obiekt może pomieścić 2500 widzów. Swoje spotkania rozgrywają na nim piłkarze klubu Sokół Sokółka.